# Barbara Sadleder
Barbara Sadleder, avstrijska alpska smučarka, * 17. junij 1967, Steyr, Avstrija.
Nastopila je na Olimpijskih igrah 1992, kjer je bila sedma v smuku in petnajsta v superveleslalomu. V dveh nastopih na svetovnih prvenstvih je dosegla deveto in 25. mesto v smuku ter deseto v superveleslalomu. V svetovnem pokalu je tekmovala osem sezon med letoma 1987 in 1994 ter dosegla dve uvrstitvi na stopničke, drugo mesto v superveleslalomu in tretje v smuku. V skupnem seštevku svetovnega pokala je bila najvišje na dvajsetem mestu leta 1989, ko je bila tudi deveta v smukaškem seštevku, leta 1992 je bila deseta v superveleslalomskem seštevku, leta 1988 pa enajsta v kombinacijskem.